# Campagnano di Roma
Pour les articles homonymes, voir Campagnano.
Campagnano di Roma est une commune italienne d'environ 11 400 habitants (2020)  située dans la ville métropolitaine de Rome Capitale dans la région du Latium en Italie centrale.

## Géographie
Campagnano di Roma est située à 32 km au nord de Rome,dans la Valle del Treja, près du lac de Bracciano. Son territoire communal isole une enclave de la municipalité de Rome, Polline Martignano, située à l'ouest, du reste de la capitale italienne.

### Communes limitrophes
Campagnano di Roma est attenant aux communes d'Anguillara Sabazia, Formello, Magliano Romano, Mazzano Romano, Nepi, Romagnano al Monte, Sacrofano et Trevignano Romano.

## Administration
| Période                                  | Période  | Identité         | Étiquette     | Qualité |
| ---------------------------------------- | -------- | ---------------- | ------------- | ------- |
| Les données manquantes sont à compléter. |          |                  |               |         |
| 2006                                     | 2011     | Francesco Mazzei | Liste civique |         |
| 2011                                     | en cours | Francesco Mazzei | Liste civique |         |

## Culture

### Patrimoine et architecture
- L'église del Gonfalone avec la tour de l'Horloge.
- La collégiale San Giovanni Battista.
- Le Palazzo Galli
- La Casa Torre

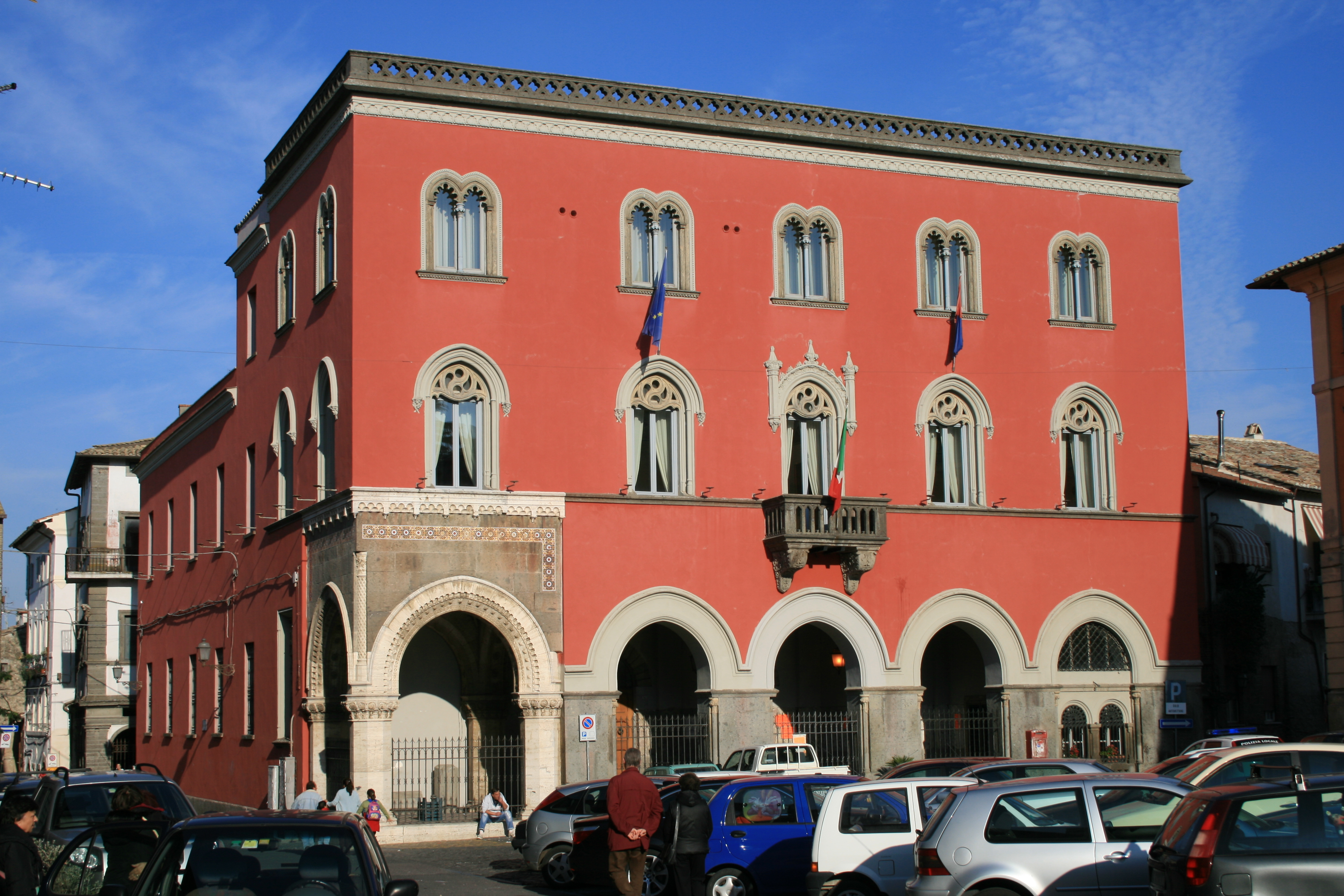
La mairie de Campagnano di Roma.
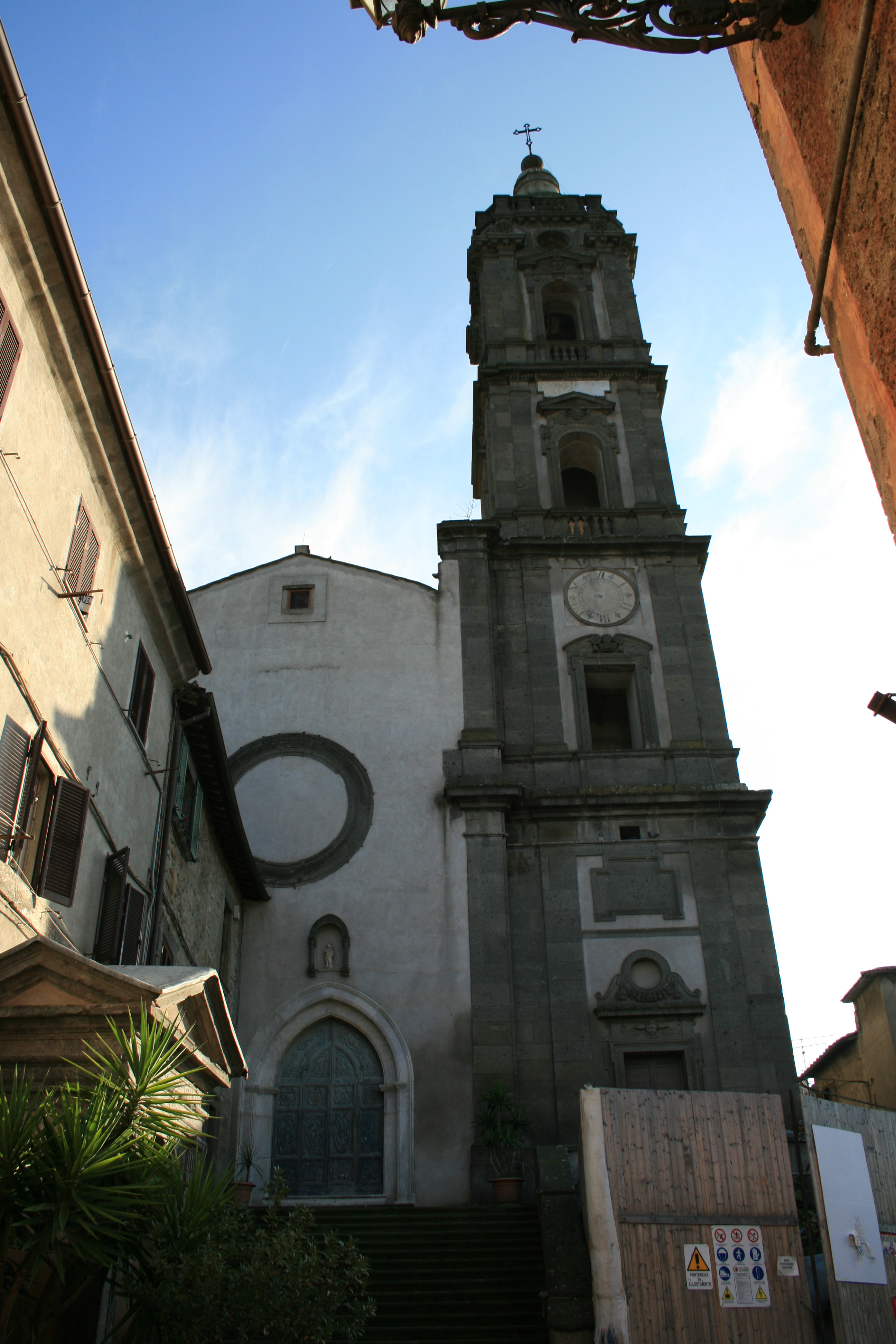
Collégiale San Giovanni Battista.
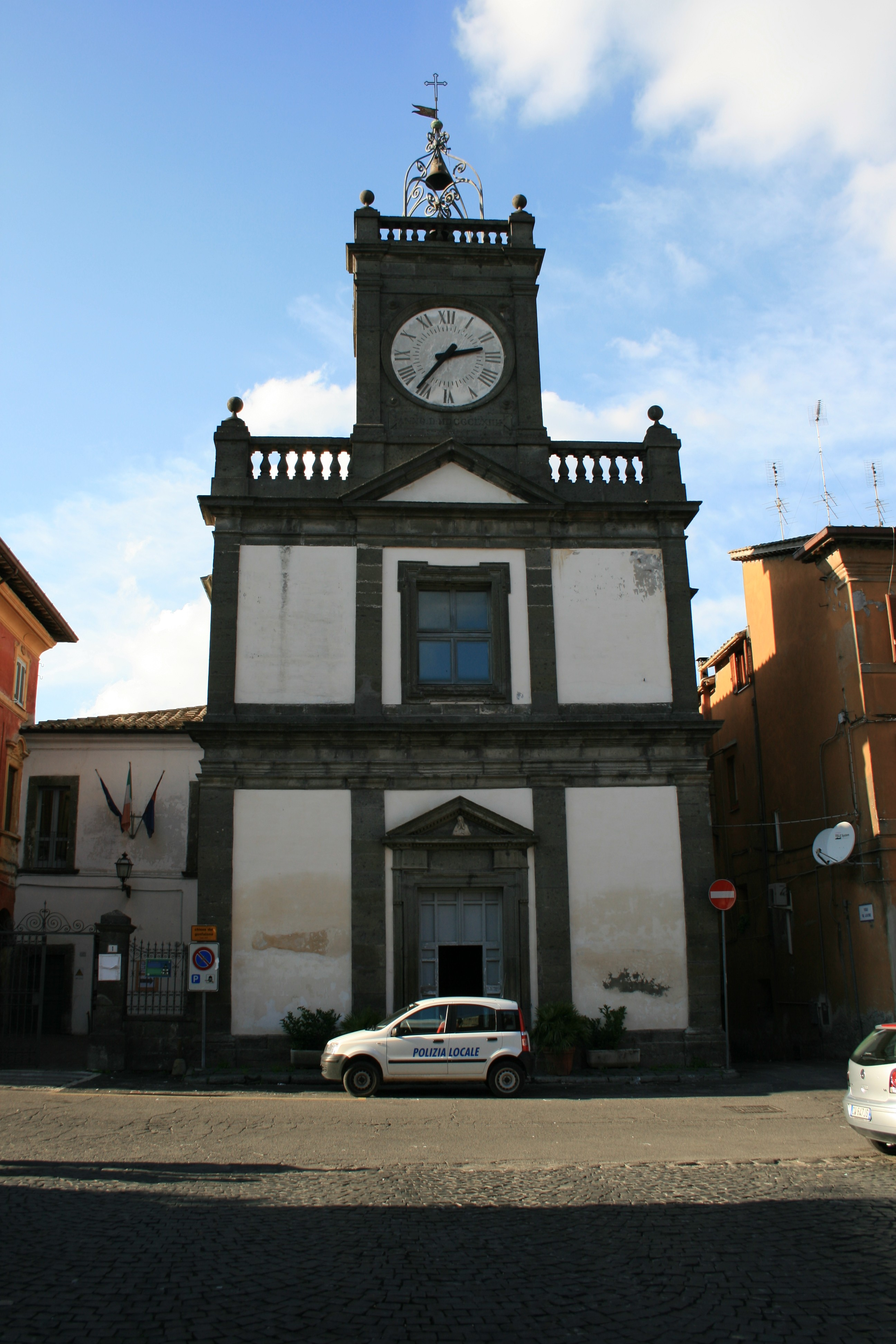
Église del Gonfalone.
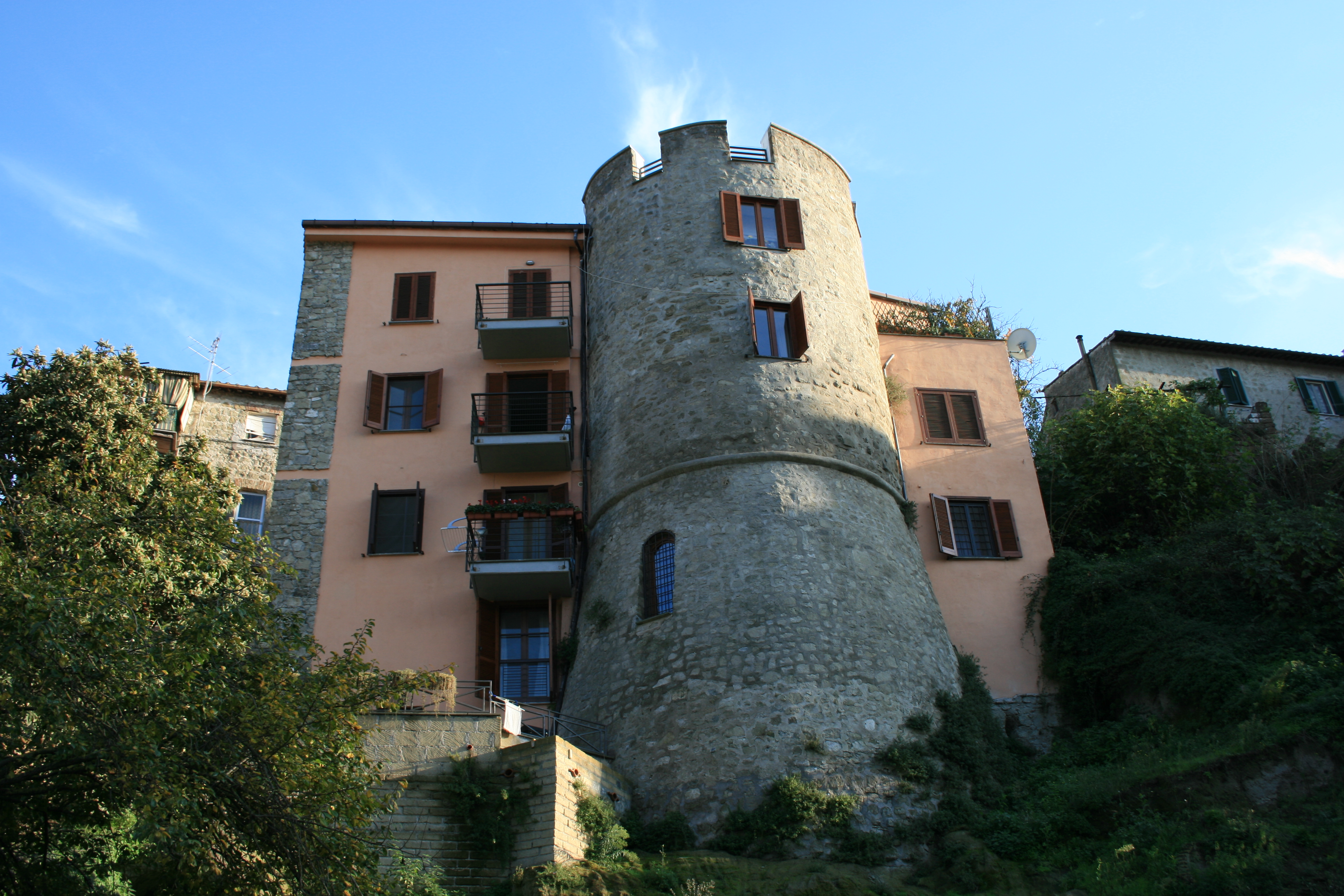
Casa Torre.

### Circuit de Vallelunga
La commune de Campagnano di Roma accueille sur son territoire l'Autodromo Vallelunga « Piero Taruffi », un circuit de vitesse automobile de 4,100 km, portant le nom de l'ancien pilote automobile Piero Taruffi. Réaménagée et prolongée en 2005, sa piste permet d'organiser des compétitions de Superbike, American Le Mans Series  et la Superleague Formula. Homologuée par la FIA comme circuit d’essais, elle accueille également un certain nombre d'écuries de Formule 1, comme Ferrari, Williams, Toyota ou Honda pour leurs tests en Italie.